# Halcampa crypta
Halcampa crypta is een zeeanemonensoort uit de familie Halcampidae.
Halcampa crypta is voor het eerst wetenschappelijk beschreven door Siebert & Hand in 1974.